# Sean Smith
Sean Smith (San Diego, 1 de junio de 1978 - Bengasi, 11 de septiembre de 2012), fue un oficial de gestión del Servicio de Relaciones Exteriores de Estados Unidos, que murió en el atentado de 2012 al consulado de Estados Unidos en Bengasi, Libia.
Era conocido como un emprendedor líder y miembro del Consejo de Administración Estelar en la comunidad de juegos en línea EVE Online (bajo el nombre "Vile Rat") y fue prominente en los foros de Something Awful.
Estaba casado, tenía dos hijos, y era un veterano de la Fuerza Aérea de los Estados Unidos.